# Lasse Boesen
Lasse Motzkus Boesen, más conocido como Lasse Boesen (Vamdrup, 18 de septiembre de 1979) fue un jugador de balonmano danés que jugó de lateral izquierdo. Fue un componente de la Selección de balonmano de Dinamarca.
Con la selección logró la medalla de oro en el Campeonato Europeo de Balonmano Masculino de 2008, la medalla de plata en el Campeonato Mundial de Balonmano Masculino de 2011, la medalla de bronce en el Campeonato Mundial de Balonmano Masculino de 2007 y la medalla de bronce en el Campeonato Europeo de Balonmano Masculino de 2002. En España es conocido por haber jugado en el Portland San Antonio.
Actualmente, es parte del cuerpo técnico del KIF København.

## Palmarés

### KIF Kolding
- Liga danesa de balonmano (3): 2001, 2002, 2003
- Copa de Dinamarca de balonmano (3): 1998, 2001, 2007

### Portland San Antonio
- Liga Asobal (1): 2005
- Recopa de Europa de Balonmano (1): 2004

### KIF København
- Liga danesa de balonmano (1): 2014
- Copa de Dinamarca de balonmano (1): 2013

## Clubes
- KIF Kolding (1997-2003)
- Portland San Antonio (2003-2006)
- KIF Kolding (2006-2007)
- TBV Lemgo (2007-2008)
- SG Flensburg-Handewitt (2008-2011)
- KIF København (2011-2015)